# José Carlos Castillo
 (septembre 2014).
Si vous disposez d'ouvrages ou d'articles de référence ou si vous connaissez des sites web de qualité traitant du thème abordé ici, merci de compléter l'article en donnant les références utiles à sa vérifiabilité et en les liant à la section « Notes et références ».
José Carlos Castillo García-Tudela, né le 3 novembre 1908 à Carthagène (Espagne) et mort le 10 mai 1981 à Bogota (Colombie), est un footballeur international espagnol qui jouait au poste de milieu de terrain.

## Biographie

### Clubs

Le FC Barcelone, vainqueur de la Coupe d'Espagne de 1928. Debout : Romà Forns (entr.), Mas, Castillo, Llorens, Walter, Guzmán, Carulla et Platko. Assis : Piera, Sastre, Samitier, Arocha et Sagi.

Il naît à Carthagène dans la région de Murcie, mais très tôt il part avec ses parents vivre à Lérida en Catalogne. En 1926, il est recruté par le FC Barcelone. Il joue six saisons au Barça. Avec le Barça, il dispute les quatre premières éditions du championnat d'Espagne (1928-1932) et remporte la première édition en 1929. Il joue 51 matchs de championnat. Avec Barcelone, il remporte aussi la fameuse Coupe d'Espagne de 1928.
En 1932, il est recruté par l'Atlético de Madrid avec qui il joue deux saisons en deuxième division. En 1934, le club monte en première division mais Castillo continue à jouer en D2 avec le CE Sabadell et le Girona FC. 
Le déclenchement de la Guerre civile espagnole en juillet 1936 pousse Castillo vers la France où il joue avec le Red Star.
À la fin de la guerre d'Espagne, il revient dans son pays mais doit passer six mois en prison. Il préfère partir s'établir en Colombie où il établit des liens avec les clubs d'Independiente Santa Fe et Universidad de Bogotá.

### Équipe nationale
José Carlos Castillo joue un match avec l'équipe d'Espagne, le 26 avril 1931 lors d'une rencontre disputée à Barcelone face à l'Irlande.

## Palmarès
- Champion d'Espagne en 1929 avec le FC Barcelone
- Vainqueur de la Coupe d'Espagne en 1928 avec le FC Barcelone